# Supercoupe d'Angola de football
La Supercoupe d'Angola de football est une compétition de football disputée entre le vainqueur du championnat angolais et celui de la coupe angolaise. Cette compétition est placée sous l'égide de la Fédération d'Angola de football.

## Palmarès
| Année | Vainqueur            | Finaliste                 | Score aller             | Score retour            | Score cumulé            |
| ----- | -------------------- | ------------------------- | ----------------------- | ----------------------- | ----------------------- |
| 1985  | Primeiro de Maio     |                           |                         |                         |                         |
| 1986  | Interclube           | Petro Luanda              | 1-0                     | 1-0                     | 2-0                     |
| 1987  | Petro Luanda         |                           |                         |                         |                         |
| 1988  | Petro Luanda         | Ferroviário da Huíla      |                         |                         |                         |
| 1989  | Pas de compétition   | Pas de compétition        | Pas de compétition      | Pas de compétition      | Pas de compétition      |
| 1990  | Pas de compétition   | Pas de compétition        | Pas de compétition      | Pas de compétition      | Pas de compétition      |
| 1991  | Primeiro de Agosto   | Petro Luanda              |                         |                         |                         |
| 1992  | Primeiro de Agosto   | Petro Luanda              |                         |                         |                         |
| 1993  | Petro Luanda         | Primeiro de Agosto        |                         |                         |                         |
| 1994  | Petro Luanda         | AS Aviação                |                         |                         |                         |
| 1995  | Independente Tômbwa  | Petro Luanda              |                         |                         |                         |
| 1996  | AS Aviação           | Petro Luanda              |                         |                         |                         |
| 1997  | Primeiro de Agosto   | Progresso                 |                         |                         |                         |
| 1998  | Primeiro de Agosto   | Petro Luanda              |                         |                         |                         |
| 1999  | Primeiro de Agosto   | Petro Luanda              | 2-2                     | 4-0                     | 6-2                     |
| 2000  | Primeiro de Agosto   | Sagrada Esperança         | 0-0                     | 3-0                     | 3-0                     |
| 2001  | Interclube           | Petro Luanda              | 1-1                     | 1-0                     | 2-1                     |
| 2002  | Petro Luanda         | Desportivo Sonangol       | 5-1                     | 1-1                     | 6-2                     |
| 2003  | AS Aviação           | Petro Luanda              | 1-1                     | 0-0                     | 1-1 (5-4 t.a.b.)        |
| 2004  | AS Aviação           | Interclube                | 4-1                     | 2-0                     | 6-1                     |
| 2005  | AS Aviação           | Desportivo Sonangol       | 3-1                     | 2-0                     | 5-1                     |
| 2006  | AS Aviação           | Sagrada Esperança         | 0-0                     | 2-1                     | 2-1                     |
| 2007  | Benfica Luanda       | Primeiro de Agosto        | Victoire sur tapis vert | Victoire sur tapis vert | Victoire sur tapis vert |
| 2008  | Interclube           | Primeiro de Maio          | 1-0                     | 2-1                     | 3-1                     |
| 2009  | Santos FC            | Petro Luanda              | 2-0                     | 1-2                     | 3-2                     |
| 2010  | Primeiro de Agosto   | Petro Luanda              | 2-1                     | 1-1                     | 3-2                     |
| 2011  | AS Aviação           | Interclube                | 0-0                     | 1-0                     | 1-0                     |
| 2012  | Interclube           | Recreativo do Libolo      | 1-0                     | 1-1                     | 2-1                     |
| 2013  | Petro de Luanda      | Recreativo do Libolo      | 1-0                     | 1-1                     | 2-1                     |
| 2014  | Kabuscorp SC         | Petro de Luanda           | Match unique            | Match unique            | 3-1                     |
| 2015  | Recreativo do Libolo | Benfica Luanda            | Match unique            | Match unique            | 0-0ap, 4-2 tab          |
| 2016  | Recreativo do Libolo | Bravos do Maquis          | Match unique            | Match unique            | 6-0                     |
| 2017  | Primeiro de Agosto   | Recreativo do Libolo      | Match unique            | Match unique            | 1-0                     |
| 2018  | Primeiro de Agosto   | Petro de Luanda           | Match annulé            | Match annulé            | -                       |
| 2019  | Primeiro de Agosto   | Clube Desportivo da Huíla | 0-1                     | 2-0                     | 2-1                     |
| 2020  | annulé               | annulé                    | annulé                  | annulé                  |                         |
| 2021  | Sagrada Esperança    | Petro de Luanda           | Match unique            | Match unique            | 0-0, 4-3 tab            |

## Bilan par club
|   | Club                 | Titres |
| - | -------------------- | ------ |
| 1 | Primeiro de Agosto   | 9      |
| 2 | AS Aviação           | 6      |
| - | Petro Luanda         | 6      |
| 4 | Interclube           | 4      |
| 5 | Recreativo do Libolo | 2      |
| 6 | Independente Tômbwa  | 1      |
| - | Kabuscorp SC         | 1      |
| - | Benfica Luanda       | 1      |
| - | Santos FC            | 1      |
| - | Primeiro de Maio     | 1      |
| - | Sagrada Esperança    | 1      |

## Source
- (en) rsssf.com